# Malé Kosihy
Malé Kosihy (ungarisch Ipolykiskeszi oder Kiskeszi) ist eine Gemeinde im Westen der Slowakei mit 364 Einwohnern (Stand 31. Dezember 2024), die zum Okres Nové Zámky, einem Kreis des Nitriansky kraj, gehört.

## Geographie
Die Gemeinde befindet sich am Ostrand des Hügellands Ipeľská pahorkatina innerhalb des slowakischen Donautieflands, am rechten Ufer des Grenzflusses Ipeľ an der Staatsgrenze zu Ungarn. Das Ortszentrum liegt auf einer Höhe von 115 m n.m. und ist 16 Kilometer von Štúrovo sowie 66 Kilometer von Nové Zámky entfernt.
Nachbargemeinden sind Salka (Katastralgemeinde Horný chotár) im Norden, über ein Viereck Nagybörzsöny (H) im Nordosten, Ipolytölgyes (H) im Osten, Salka (Hauptort) im Süden und Sikenička im Westen.

## Geschichte
Das Gemeindegebiet wurde in der Jungsteinzeit besiedelt, es befand sich hier archäologischen Untersuchungen zufolge eine Siedlung der Lengyel-Kultur, später eine der Linearbandkeramischen Kultur, eine befestigte Siedlung aus der Bronzezeit und später Hallstattzeit sowie eine slawische Siedlung und Grabstätte aus dem 10. und 11. Jahrhundert.
Malé Kosihy wurde zum ersten Mal 1248 als Keseu alio vocabulo Kerd schriftlich erwähnt, als der Goldschmied Stephan vier Joch Land vom ungarischen König Béla IV. erhielt. Ab dem Jahr 1439 war das Dorf Besitz des Graner Kapitels. 1715 gab es fünf, 1720 15 Haushalte, 1828 zählte man 56 Häuser und 339 Einwohner, die als Landwirte beschäftigt waren.
Bis 1918/1919 gehörte der im Komitat Hont liegende Ort zum Königreich Ungarn und kam danach zur Tschechoslowakei beziehungsweise heute Slowakei. Auch in der ersten tschechoslowakischen Republik blieb Landwirtschaft die Haupteinnahmequelle der Bevölkerung. Auf Grund des Ersten Wiener Schiedsspruchs lag der Ort 1938–1945 noch einmal in Ungarn.

## Bevölkerung
| Jahr                | 1994 | 2004     | 2014 | 2024    |
| ------------------- | ---- | -------- | ---- | ------- |
| Anzahl der Personen | 448  | 386      | 386  | 364     |
| Unterschied         |      | −13,83 % | +0 % | −5,69 % |

| Jahr                | 2023 | 2024    |
| ------------------- | ---- | ------- |
| Anzahl der Personen | 363  | 364     |
| Unterschied         |      | +0,27 % |

Nach der Volkszählung 2011 wohnten in Malé Kosihy 386 Einwohner, davon 357 Magyaren und 26 Slowaken. Drei Einwohner machten keine Angabe zur Ethnie.
353 Einwohner bekannten sich zur römisch-katholischen Kirche, sieben Einwohner zur reformierten Kirche und zwei Einwohner zu den Zeugen Jehovas. Acht Einwohner waren konfessionslos und bei 16 Einwohnern wurde die Konfession nicht ermittelt.

## Bauwerke und Denkmäler
- römisch-katholische Kirche Erzengel Michael, ursprünglich als romanische Rotunde im späten 12. Jahrhundert gebaut. Vor 1697 wurde das Schiff, das die bis dahin allein stehende Rotunde mit dem Turm verband, errichtet.[6]

## Verkehr
Durch Malé Kosihy verläuft die Straße 2. Ordnung 564 zwischen Štúrovo und Levice über Demandice.